# St Paul's Walden Bury
St. Paul's Walden Bury es una casa de campo inglesa y jardines circundantes en el pueblo de St Paul's Walden en Hertfordshire  casa está catalogada como Grado II, y los jardines Grado I.
Una casa de la familia Bowes-Lyon, es posiblemente el lugar del nacimiento de la Reina Isabel, la Reina Madre.
El desierto del jardín, o bosque altamente formalizado, es una supervivencia muy rara y el ejemplo inglés de «supervivencia más perfecta». Fue diseñado en la década de 1730 con paseos rectos en el viejo estilo formal, cuando estos ya estaban pasando de moda.

La casa, de ladrillo rojo con revestimientos de piedra y techos de pizarra, fue construida alrededor de la década de 1730 para Edward Gilbert.  Su hija Mary se casó con George Bowes de Gibside, Durham, y la propiedad ha estado en posesión de la familia Bowes o Bowes-Lyon desde 1720. James Paine hizo reformas en la casa en la década de 1770,  que también se amplió en la parte trasera a finales del siglo XIX.

## jardines
El diseño de los jardines de St Paul's Walden Bury es en gran parte contemporáneo con la casa, con áreas adicionales de jardines arbolados de los siglos XIX y XX. Geoffrey Jellicoe, paisajista, restauró y "mejoró" la obra del siglo XVIII. Hay tres allées rectos de césped que irradian en formación de patte d'oie ("pata de ganso") desde el frente del jardín de la casa. El jardín se destaca por ser uno de los mejores espacios naturales formales que sobreviven. Cada calle está flanqueada por setos de haya recortados. En la década de 1950, un templo circular diseñado por James Wyatt fue rescatado y traído aquí desde Copped Hall, Essex, cuando esa casa se incendió. Hay una serie de otros edificios y estatuas de jardín, algunos del siglo XVIII, y una huerta amurallada del siglo XVIII, casi cuadrada y dividida en dos partes por una pared adicional. 
En 1987, los jardines fueron designados Grado I en el Registro de Parques Históricos y Jardines de Interés Histórico Especial en Inglaterra.